# Le Marais

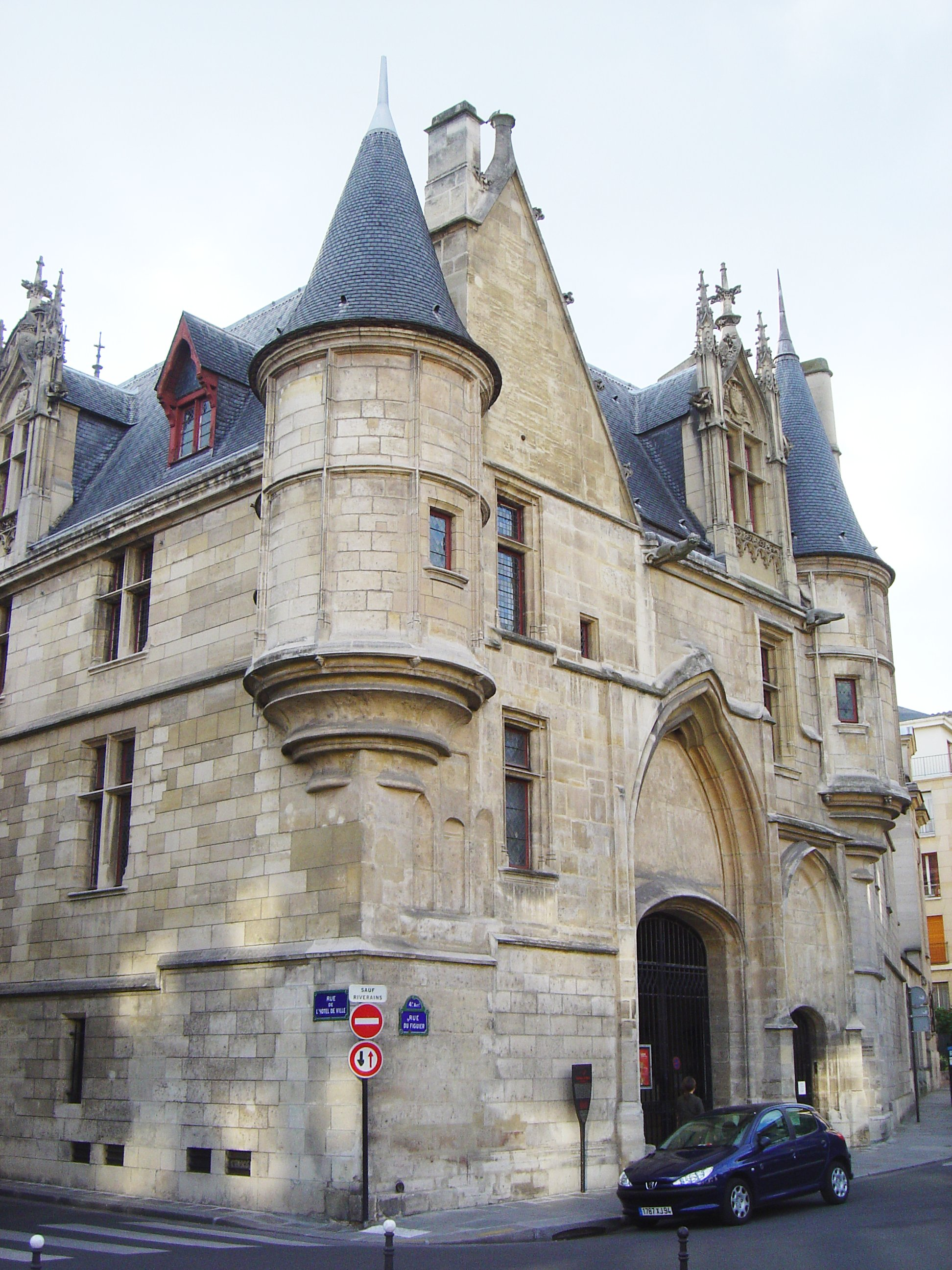
Hôtel de Sens

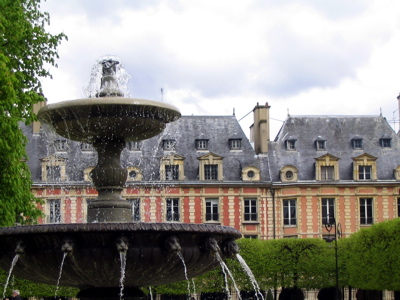
Place des Vosges

Le Marais é um bairro da cidade de Paris, que abrange parte do 3º e 4º arrondissements, situado na margem direita (norte) do rio Sena. É um bairro histórico, e habitado pela nobreza até finais do século XIX.
Atualmente é uma zona turística, marcada pela presença judaica desde o final do século XIX, e frequentada pela comunidade gay.

## Patrimônio
- Hôtel de Sens
- Hôtel de Ville
- Igreja de Saint-Merri
- Ópera da Bastilha
- Place des Vosges, onde se situa a casa de Victor Hugo
- Museu Carnavalet
- Museu de Artes e Ofícios
- Museu Picasso